# Гумборг, Адольф
Адольф Гумборг (нем. Adolf Humborg; 18 января 1847, Оравица, Караш-Северин — 14 апреля 1921, Мюнхен) — австрийский и немецкий художник.

## Биография

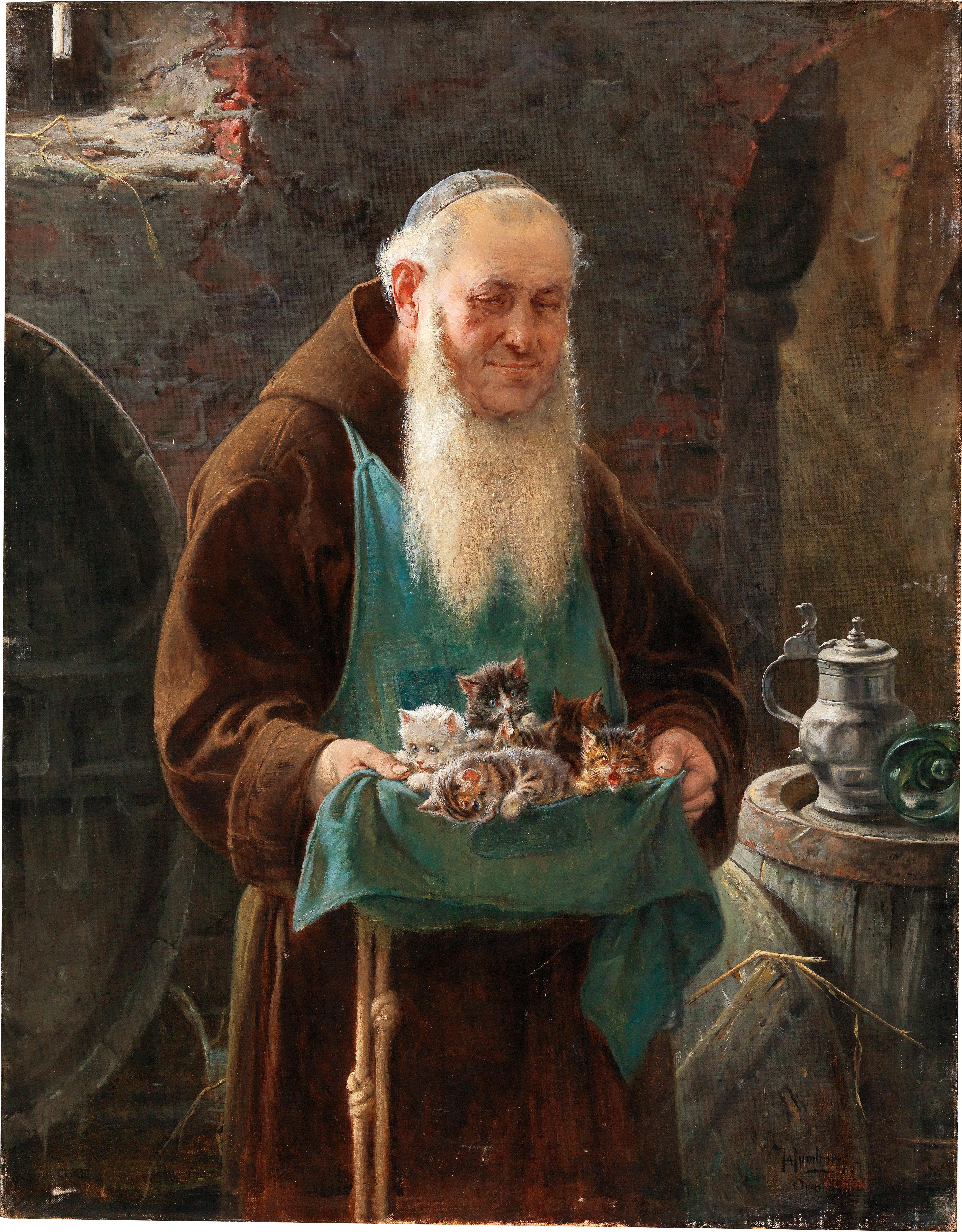
Прибавление в монастыре

Родился в 1847 году в Банате. Работал помощником клерком в городе Темешваре и параллельно брал частные уроки у местного живописца. В 1865 Году, в возрасте 18 лет, отправил несколько своих работ «на рецензию» двум известным в то время художникам: Фридриху Фридлендеру (в Вену) и Карлу Пилоти (в Мюнхен).
Спустя два года, в 1867 году, Гумборг наконец-то сам приехал в Вену, где сперва брал уроки живописи у Матеуса Айгнера, а спустя несколько месяцев успешно поступил в Венскую академию художеств, где его учителями были Иоганн Непомук Гейгер, Карл Вурцингер и Эдуард фон Энгерт.
В 1872 году, после пяти лет обучения в Вене, Гумборг ещё три года учился в Мюнхенской академии художеств в мастерской у Александра фон  Вагнера.
В середине 1870-х годов, вдохновлённый работами Эдуарда Грютцнера, он принял решение посвятить себя написанию иронически-добродушных жанровых сцен из церковной и монашеской жизни. Свои работы художник регулярно выставлял на выставках в Мюнхене, а также в других городах. Работы Гумборга пользовались спросом у покупателей и публиковались в мюнхенских журналах.
В 1887 году Гумборг совершил большое путешествие, посетив Египет, Палестину и Италию. В 1897 году он перебрался на юг Франции, где оставался 16 лет, но незадолго до начала Первой мировой войны вернулся в Мюнхен, где прожил до конца жизни.
Скончался в 1921 году в Мюнхене.
В 1997 году, к 150-летию со дня рождения Гумборга, в Дюссельдорфе состоялась персональная выставка его работ.

## Галерея

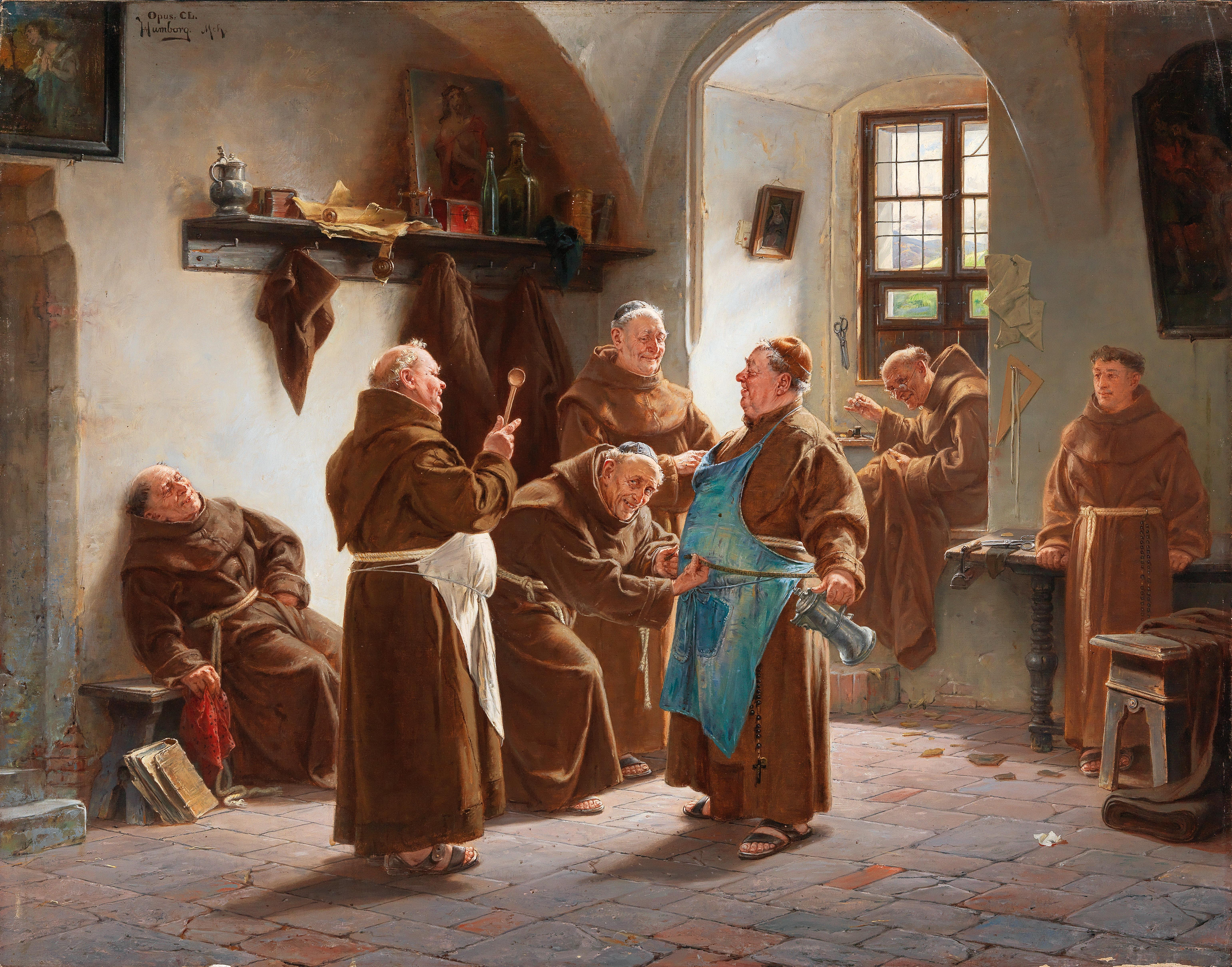
Кто самый стройный?
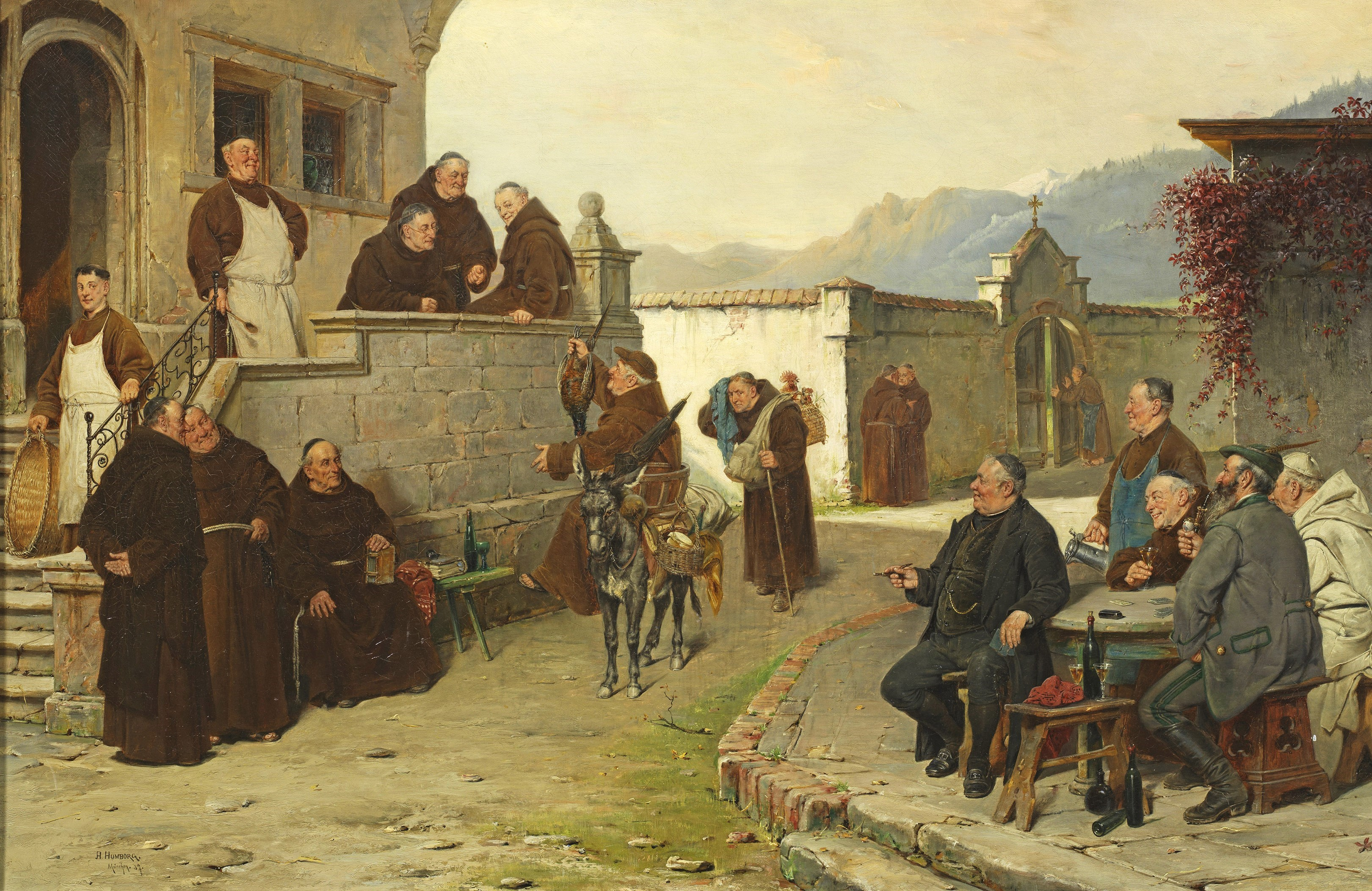
Сценка в монастыре
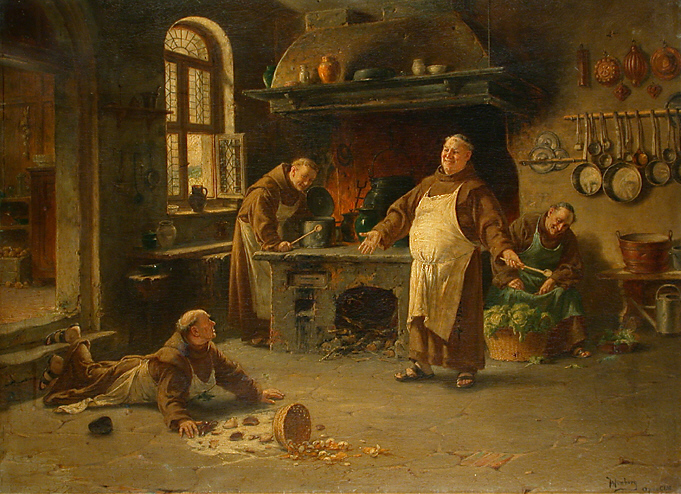
Споткнулся
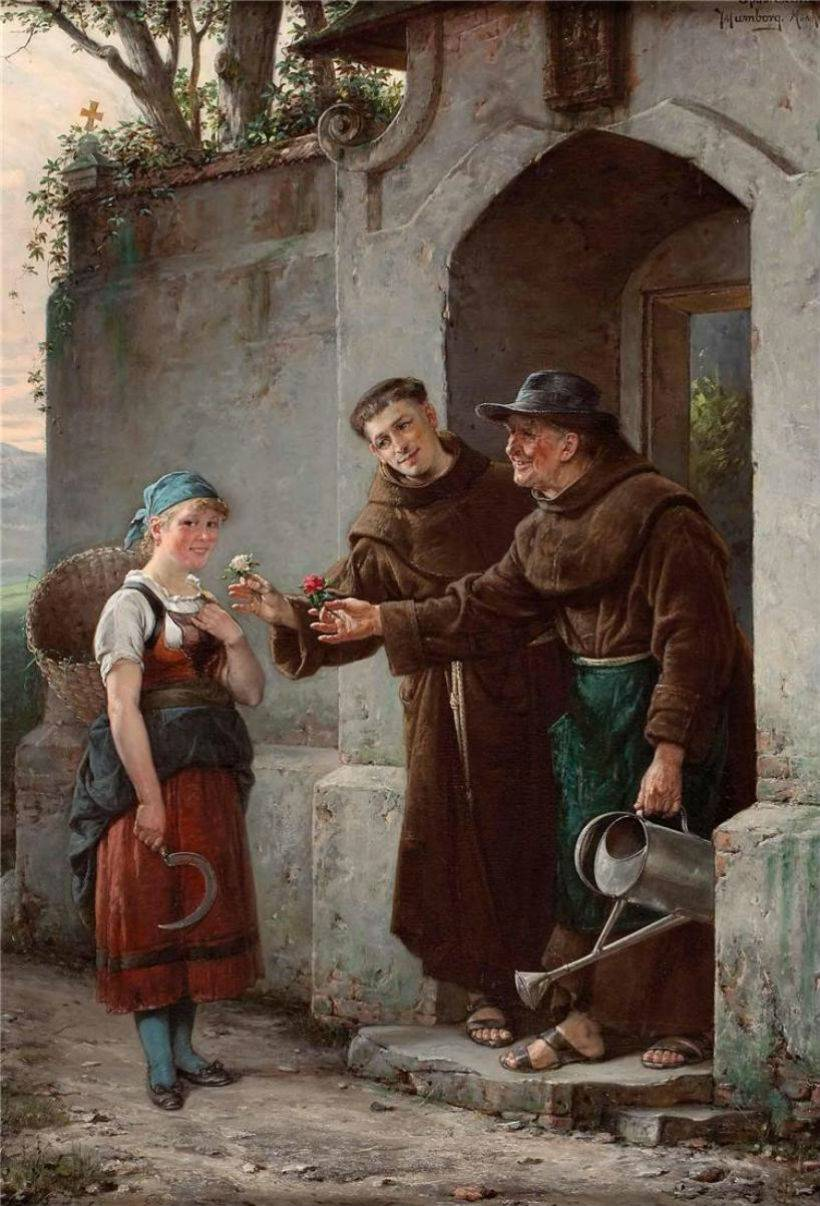
У монастырских ворот
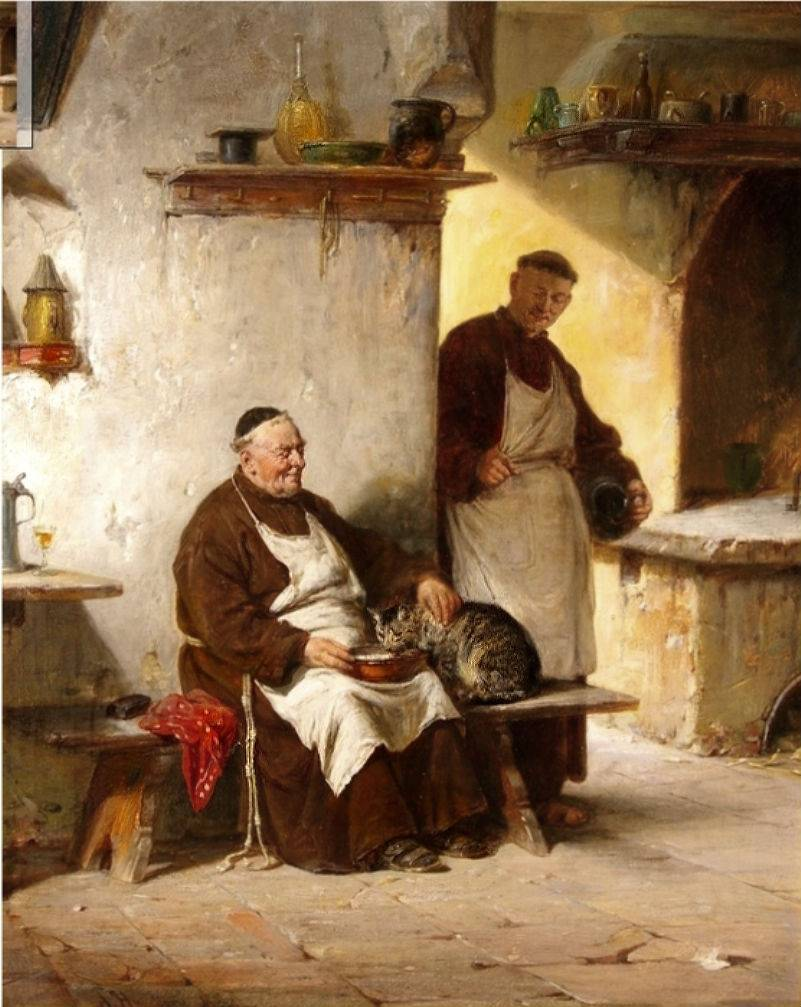
Покровитель кошек
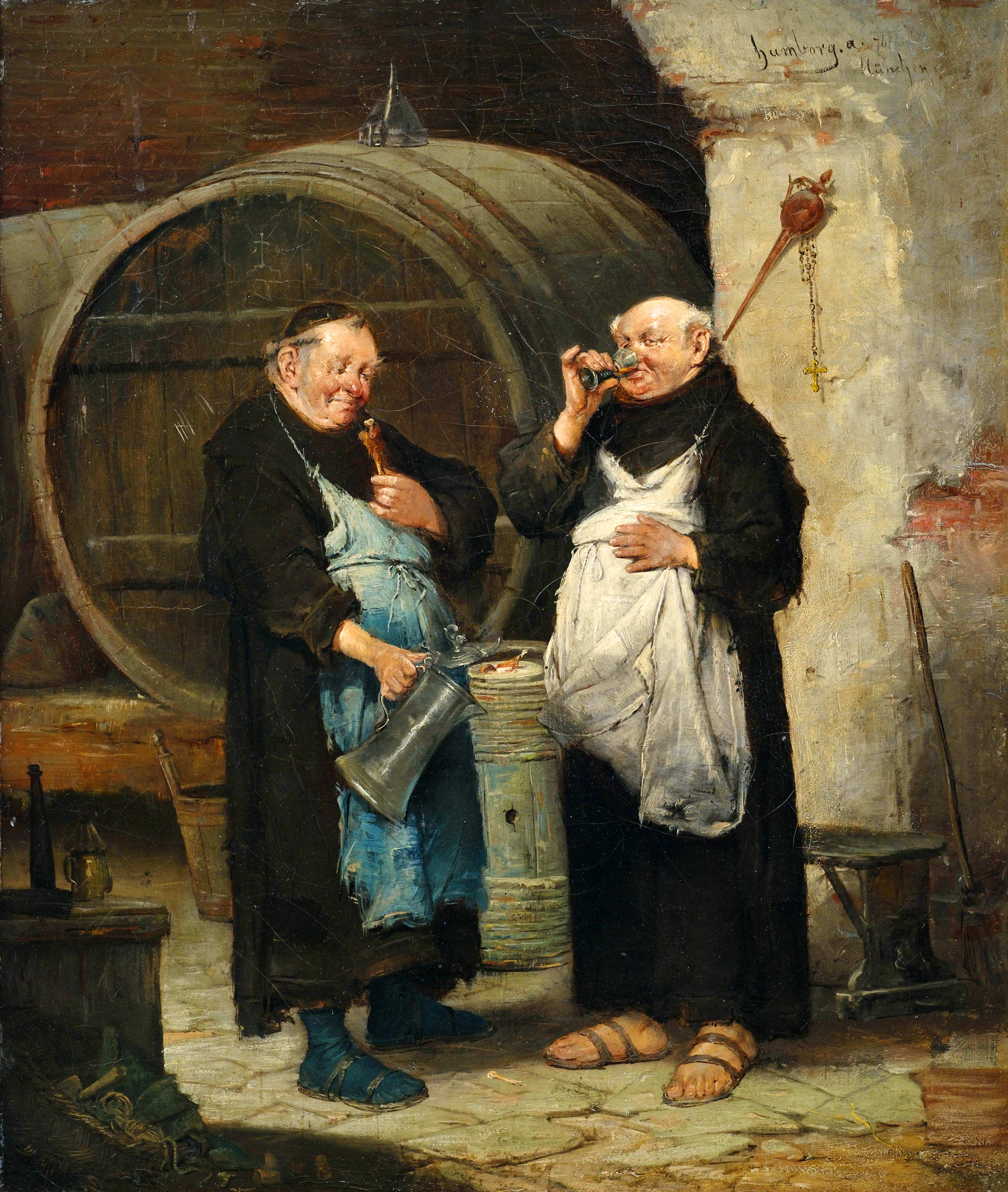
Дегустация